# Тюлебаево
Тюлебаево (баш. Түләбай) — деревня в Кугарчинском районе Республики Башкортостан Российской Федерации. Входит в состав Иртюбякского сельсовета.

## География

### Географическое положение
Расстояние до:
- районного центра (Мраково): 36 км,
- центра сельсовета (Семено-Петровское): 13 км,
- ближайшей ж/д станции (Мелеуз): 73 км.

## Население
| 2002 | 2009 | 2010 |
| ---- | ---- | ---- |
| 208  | ↘192 | ↘159 |

Национальный состав
Согласно переписи 2002 года, преобладающая национальность — башкиры (83 %).